# Мгарські преподобномученики

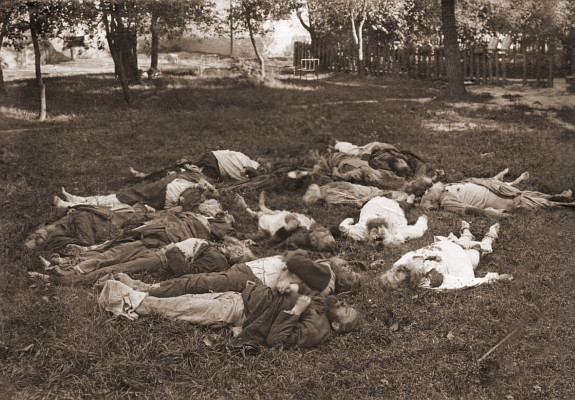
Вбиті Мгарські новомученики. Взуття забрали вбивці

Мгарські преподобномученики († 1919) — сімнадцять преподобномучеників зі села Мгар, Лубенського району на Полтавщині. Православні святі, канонізовані Українською Православною Церквою. Новомученики були ченцями монастиря над р. Сула. Розстріляні більшовиками.

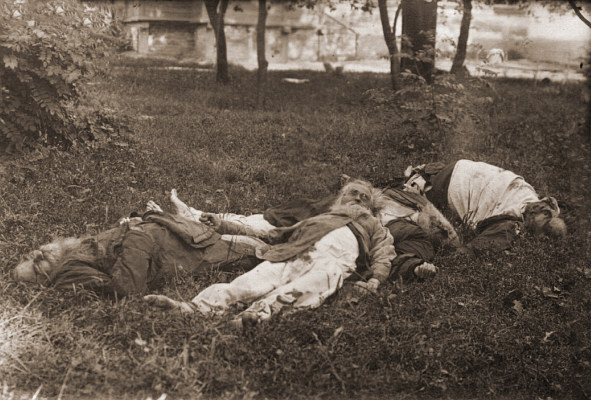
Вбиті Мгарські новомученики

## Життєпис Мгарських преподобномучеників
10 липня 1919 року обитель над Сулою пережила велике потрясіння – її захопили червоноармійці більшовицького Антонівського полку. Притулком братії монастиря стали сараї, бо їхнє житло зайняли носії ідеї встановлення нового порядку, а задля кощунства більшовики розмістилися ще й у теплій церкві, що була під одним дахом з архієрейськими покоями. Там вони збиткувалися над святинями, влаштовували оргії. 

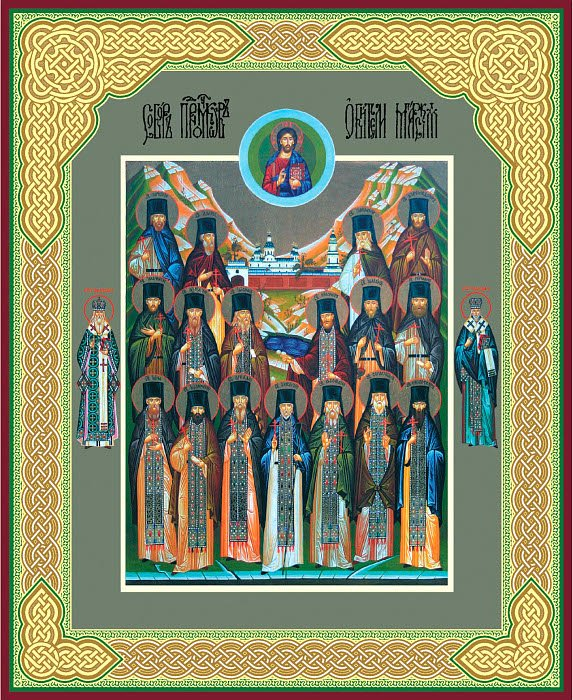
Ікона Мгарських преподобномучеників з Святителями Йоасафом Белгородським та Афанасієм Цареградським і Лубенським

У 20-х числах липня червоноармійці відступили під натиском частин Добровольчої армії, які увійшли в монастир 14 серпня, але вже на другий день «білі» були змушені відступити.
17 серпня Червона Армія зайняла монастир удруге. Знову почалися безчинства, пограбування, у монахів відібрали запаси продовольства, а в канун престольного свята монастиря Преображення Господнього, 18 серпня за н. ст., або 5 серпня за ст. ст., насельників зібрали нібито для того, щоб поставити “на котел”, насправді ж 24 монахам і настоятелю ігумену Амвросію оголосили, що вони арештовані за допомогу білогвардійцям.
Всіх ченців разом з настоятелем монастиря погнали до Лубен. Протримавши дві години на вокзалі, оголосили, що їх під конвоєм направляють на роботу до Лазірок. У селі Круглик, що за 7 кілометрів від Лубен, ченців наздогнав кавалерійський загін червоних і наказав охороні розділити ченців на три групи.
Вночі 19 серпня за н. ст., або 6 серпня за ст. ст., на пирятинському шляху за наказом комісара Бакая монахів розстріляли. Сімнадцять на чолі з ігуменом Амвросієм загинуло. Комісар Бакай особисто застрелив настоятеля монастиря з револьвера. Поранених, які стогнали по дорозі, добивали штиками. Із трьох груп ченців загинуло 23.
Вісім були поранені, але вижили: ієромонах Іларіон, 67 років; ієромонах Митрофан; ієромонах Феофіл (у миру Федір Михайлов), 52 роки; ієродиякон Ісаакій (в миру Іван Паценко), 61 рік; ієродиякон Ніфонт, 51 рік; ієродиякон Модест (в миру Матфей Дудка), 44 роки; ієродиякон Євсевій (в миру Євфимій Юрченко), 42 роки; чернець Християн (в миру Мирон Сидоренко), 49 років. 
Поховані мгарські мученики біля скитської церкви, над місцем їхнього поховання височить православний хрест. 
8 травня 2008 року Священний синод УПЦ ухвалив рішення про канонізацію ігумена Амвросія і шістнадцяти загиблих разом з ним монахів, яка відбулася 30 серпня у Спасо-Преображенському Мгарському монастирі. 
Мгарські преподобномученики:
1.  Ігумен Амвросій
2.  Ієромонах Аркадій
3.  Ієромонах Іоанникій
4.  Ієромонах Іона
5.  Ієромонах Йосип
6.  Ієромонах Никанор
7.  Ієромонах Опанас
8.  Ієромонах Феофан
9.  Ієромонах Серапіон
10. Ієромонах Нікострат
11. Ієродиякон Юліан
12. Чернець Іоанникій
13. Чернець Герман
14. Чернець Назарій
15. Чернець Парфеній
16. Чернець Патап
17. Чернець Доримедонт

## Пам'ять
Пам'ять — 6 серпня (24 липня за ст. ст.).